# Пилорылые скаты
Пилоры́лые скаты (лат. Pristidae) — семейство скатов из отряда пилорылообразных (Pristiformes). Самым заметным признаком является длинный плоский вырост рыла, обрамлённый по бокам зубцами одинаковой величины
. Эти выросты расположены в один ряд с каждой стороны и придают рылу сходство с пилой.  «Пила» составляет около четверти длины тела пилорылых скатов. Внешне пилорылые скаты больше напоминают акул. У них вытянутое тело, хвостовая часть почти не обособлена от туловищной, а у некоторых видов имеется двухлопастный хвостовой плавник. От внешне с ними схожих пилоносых акул пилорылые скаты отличаются уплощённым телом, жаберными отверстиями, лежащими на нижней поверхности головы, краями грудных плавников, которые срастаются с головой на уровне рта, а также отсутствием усиков на рыле. По сравнению с пилоносыми акулами, пилорылые скаты намного крупнее, они достигают в длину 7 метров и веса 2400 кг. Ископаемые остатки пилоносых акул известны из гораздо более древних геологических слоев — на границе юрского и мелового периодов, а пилорылые скаты  появились в конце мезозойской эры, на 60 млн лет позже.
Название семейства происходит от др.-греч. πριόνι «пила». Пилорылые скаты размножаются яйцеживорождением. Рацион состоит из мелких рыб и ракообразных. Продолжительность жизни до 80 лет.
Эти скаты находятся на грани исчезновения из-за ухудшения условий среды обитания и перелова. Численность их популяций снизилась до 10% от исторического уровня, а ареал сократился на 90 %.  С 2007 года международная торговля пилорылыми скатами находится под запретом.

## Ареал
Пилорылые скаты обитают в морской или солоноватой воде, некоторые виды являются эвригалинными, а мелкозубый пилорыл живёт в пресной воде. Они широко распространены в тропических и тёплых умеренных водах Атлантического, Индийского и Тихого океанов. Встречаются у берега, в лагунах, эстуариях и дельтах рек. Иногда они заплывают вверх по течению рек и даже заходят в озёра, например, Никарагуа. 
Эти рыбы предпочитают мелкие, мутные воды, большую часть времени проводят у дна и лишь изредка поднимаются на поверхность. Молодые особи держатся на мелководье, а взрослые попадаются на глубине до 40 м и более. Ведут ночной образ жизни.

## Описание
Наиболее характерной чертой пилорылых скатов является удлинённый плоский рострум, по обе стороны усеянный зубовидными выростами. Зубья крепко и глубоко закреплены в твёрдой хрящевой ткани и не отрастают заново, будучи повреждёнными. Число пар зубцов колеблется от 14 до 34 в зависимости от вида.
У пилорылых скатов уплощённое тело, рот, ноздри и жаберные щели, как и прочих скатов, расположены на вентральной поверхности. Во рту имеются небольшие зубы. Позади мелких глаз расположены брызгальца, которые прокачивают воду через жабры и позволяют скатам неподвижно лежать на дне. Имеются 2 довольно крупных спинных плавника примерно одинакового размера, широкие грудные и уступающие им по размеру брюшные плавники треугольной формы, хвостовой плавник с развитой верхней лопастью. Анальный плавник отсутствует. Кожа покрыта плакоидной чешуёй. Дорсальная поверхность тела тёмная, а вентральная светлая. Как и у прочих пластиножаберных плавательный пузырь отсутствует, а плавучесть поддерживается за счёт печени, богатой жиром. Размеры колеблются от 1,4 м (квинслендский пилорыл) до 7 м (европейский пилорыл).
| Сравнение пилоносых акул и пилорылообразных скатов | Сравнение пилоносых акул и пилорылообразных скатов | Сравнение пилоносых акул и пилорылообразных скатов | Сравнение пилоносых акул и пилорылообразных скатов |
| Характеристика                                     | Пилоносые акулы                                    | Пилорылообразные скаты                             | Источники                                          |
| -------------------------------------------------- | -------------------------------------------------- | -------------------------------------------------- | -------------------------------------------------- |
| Жаберные щели                                      | по бокам туловища                                  | на вентральной стороне туловища                    | [ 13 ]                                             |
| Усики                                              | пара длинных усиков на середине рострума           | нет                                                |                                                    |
| Ростральные зубцы                                  | как правило, чередуются крупные и мелкие           | одинакового размера                                |                                                    |
| Среда обитания                                     | глубокие воды открытого моря                       | прибрежное мелководье                              | [ 13 ]                                             |
| Размер                                             | мелкий, не более 170 см                            | крупный, до 7 м                                    | [ 13 ]                                             |

## Биология
Пилорылые скаты размножаются путём яйцеживорождения. Эмбрионы развиваются в утробе  матери, питаясь желтком. В помёте до 20 новорождённых. У эмбрионов рострум мягкий, а зубья покрыты кожей вплоть до рождения. Взрослеют медленно, к примеру, мелкозубые пилорылы достигают половой зрелости только к 10—12 годам. 
Рацион состоит из небольших рыб и донных беспозвоночных, которых скаты выкапывают из грунта с помощью рострума. 

### Функции рострума
Долгое время недостаток наблюдений за пилорылыми скатами в естественной среде не давал возможности учёным собрать данные о функционировании их рострума. Считалось, что пилорылые скаты, подобно прочим морским позвоночным, обладающим подобием «клюва» или удлинённым рострумом,  используют его либо для обнаружения, либо для поимки добычи, но не того и другого одновременно. Однако недавние исследования продемонстрировали, что их «пила» выполняет обе эти функции. 
Рострум покрыт электрорецепторами, улавливающими малейшее движение потенциальной добычи, зарывшейся на дне. Ампулы Лоренцини сконцентрированы на дорсальной поверхности «пилы». Они позволяют рыбе, ведущей донный образ жизни, «создать» трёхмерную картинку того, что происходит над ней, даже в мутной воде и лучше сориентироваться. Кроме того, рылом скаты вскапывают грунт в поисках закопавшихся ракообразных и моллюсков, которые служат им пищей.  Считается, что первичной функцией рострума пилорылых скатов было обездвиживание жертвы. Иногда обыкновенные пилорылы приближаются к крупным стаям рыб и начинают размахивать «пилой» из стороны в сторону. Высокая плотность добычи в таких скоплениях повышает вероятность того, что в ходе атаки скату удастся оглушить или наколоть на зубья несколько рыбёшек. Кроме того, иногда пилорылые скаты нападают на крупных рыб и вырывают из их тела куски мяса.  
Многочисленные ростральные зубцы на самом деле не являются зубами, а представляют собой видоизменённую плакоидную чешую.  Это оружие вкупе со способностью пилорылых скатов размахивать им из стороны в сторону обеспечивает мощную защиту от врагов, которыми в естественной среде являются акулы, морские млекопитающие и крокодилы. Наблюдения за скатами в неволе также подтвердили предположение, что они способны использовать пилу не только чтобы охотиться, но и защищаться.

## Взаимодействие с человеком
Пилорылые скаты долгое время были объектом коммерческого промысла. Мясо этих рыб, особенно плавники, которые являются ингредиентом знаменитого супа, высоко ценится. Жир печени используют в народной медицине. Цена за рострум может достигать $ 1000 и более. Все виды пилорылых скатов имеют охранный статус «Вымирающий» или «На грани исчезновения» из-за ухудшения экологической ситуации и перелова. По оценкам численность мировой популяции каждого из видов упала до 10 % от своего исторического уровня, а их ареал сократился на 80 %. Ареал широко распространённого ранее гребенчатого пилорыла уменьшился на 90 %, а численность популяции снизилась на 95 %. C 2007 года в глобальном масштабе введён запрет на международную торговлю пилорылыми скатами, единственное исключение было сделано на вылов живого мелкозубого пилорыла для содержания в публичном океанариуме с целью сохранения вида.

### Пилорылые скаты в культуре
Во многих культурах рыба с зазубренным рострумом используется в качестве символа. У ацтеков они почитались «земляным монстром», «пилы» были найдены в храмовых захоронениях  Теночтитлана. У некоторых азиатских народов с их помощью изгоняют духов и болезни.  Пила-рыба служила эмблемой немецкой субмарины U-96 (1940), а также была изображена на нагрудном знаке для малых катеров и лодок в Кригсмарине.
В романе Жюля Верна «20 тысяч лье под водой» Капитан Немо отговаривает гарпунёра Неда Ленда охотиться на китов, приводя следующий аргумент, который на самом деле не соответствует действительности, поскольку пилорылые скаты не представляют опасности для китов:

Оставьте-ка в покое несчастных китов! И без вас  у  них
много своих врагов: кашалоты, меч-рыба, пила-рыба!— Жюль Верн. «20 тысяч лье под водой»
Пила-рыба — персонаж мультфильма «Голубой щенок». Пилорылый скат является символом Центрального банка государств Западной Африки.

## Классификация
В семействе 2 рода и 7 современных видов:
- Anoxypristis — Азиатские пилорылы
  - Anoxypristis cuspidata — Азиатский пилорыл
- Pristis Linck, 1790 — Пилорылы, или пилы-рыбы[29]
  - Pristis clavata Garman, 1906 — Квинслендский пилорыл
  - Pristis microdon Latham, 1794 — Мелкозубый пилорыл, или скат-пилонос
  - Pristis pectinata Latham, 1794 — Гребенчатый пилорыл, или обыкновенный пилорыл[4]
  - Pristis perotteti J. P. Müller & Henle, 1841 — Атлантический пилорыл
  - Pristis pristis (Linnaeus, 1758) — Европейский пилорыл, или обыкновенная пила-рыба
  - Pristis zijsron Bleeker, 1851 — Зелёный пилорыл

Ископаемые пилорыловые:
- † Pristis amblodon — 16,0—13,6 млн лет назад, Северная Америка
- † Pristis aquitanicus
- † Pristis atlanticus — 11,6 — 7,3 млн лет назад, Европа
- † Pristis brachyodon
- † Pristis brayi
- † Pristis caheni
- † Pristis curvidens
- † Pristis dubius
- † Pristis ensidens
- † Pristis fajumensis
- † Pristis lanceolatus
- † Pristis lathami
- † Pristis olbrechtsi
- † Pristis prosulcatus
- † Pristis reinachi

- † Aktaua
  - † Aktaua kizylkumensis — 48,6—37,2 млн лет назад, Средняя Азия
- † Oxypristis
  - † Oxypristis ferinus — 38,0—33,9 млн лет назад, Южная Африка
- † Peyeria
  - † Peyeria libyca — 99,6—93,5 млн лет назад, северо-западная Африка
- † Platyspondylus 
  - † Platyspondylus foureaui — 105,3—93,5 млн лет назад, Западная Африка
- † Propristis
  - † Propristis schweinfurthi — 55,4—33,9 млн лет назад, Африка, Северная Америка, Европа

Некоторые таксоны, ранее относимые к пилорылым скатам (например, Onchopristis и Schizorhiza), были выделены в вымерший подотряд Sclerorhynchoidei.